# Mystique
Mystique (Raven Darkhölme) er en fiktiv figur i X-Men. Hun er en mutant med fantastiske kræfter. Hendes blå jern-lignende hud er meget stærk og stram og gør, at hendes fine hud ikke bliver flosset op. Hun har evnen til at imitere forskellige personer, både udseendet og stemmen. Hendes veltrænede krop gør, at hun er adræt i sin måde at kæmpe på. Hendes gule øjne gør, at hun kan se i mørket og hendes lange røde hår er bare til pynt.
Mystique optræder i fem af X-Men-filmene. Hun bliver spillet af Rebecca Romijn i de første tre film og af Jennifer Lawrence i X-Men: First Class (2011) og X-Men: Days of Future Past (2014) X-men Apocalypse (2016).

## Mystique i filmene
- X-Men: I den første X-Men er hun på vej til at blive Magnetos højre hånd. Hun fanger senator Kelly og gennemtæsker ham med sine bare fødder og ben og flyver sammen med Toad til den hemmelige ø. Da hun senere i filmen kæmper mod Wolverine, ender det med, at han stikker hende i maven, og hun skriger og falder ned på det kolde gulv. Men hun når at skifte til en politimand, så da myndighederne kommer, tror de, at hun er en såret politimand, som skal have lægehjælp.

- X-Men 2: I den anden film er hun tilbage igen og er blevet Magnetos yndling. Hun kæmper ved hans side og er kæphøj og nedladende mod alle andre undtagen Magneto. Alle mutanterne holder sammen mod en mand ved navn Stryker, som mener, at alle mutanter er farlige og skal der med dø. Alle mutanter slå sig sammen (herunder Mystique og Magneto) for at få stoppet Stryker, der er bare ingen, der ved, at de to har en hemmelig plan

- X-Men: The Last Stand: I den tredje ombæring af mutantfilmene sker der noget uventet. Hun bliver befriet af sin chef Magneto fra et transportabelt fængsel specialbygget til mutanter. Hun havde været på udkig efter, hvad menneskene havde planer for og havde fundet ud af, at det var denne modgift i skikkelse af en lille dreng. Efter at hun er blevet befriet, imponerer hun Magneto med sin viden om modgiften og to andre mutanter, som de også befrier (Juggernaut) og (Multiple Man). Pludseligt træder Mystique ind foran Magneto og bliver skudt af en pil, der indeholder hendes værste mareridt: Modgiften. Hun bliver forvandlet til et almindelig menneske. Magneto vender sig forbavset om efter de har dræbt attentatmanden og kigger på Mystique, der i stedet for hendes blå hud, gule øjne, overnaturlige kræfter, og røde hår har hvid hud, blå øjne og har sort, kort hår. Herefter forlader Magneto og hans nye kumpaner Mystique,

X-men first class: Mystique er ung i denne prequel til den originale serie. I denne del af historien får man at vide, at Mystique og Professor X har boet sammen, siden de var helt små, og derfor opfatter de hindanen som søskende. Senere møder de Beast og Magneto (også som unge), og de kommer begge til at påvirke hendes liv. Senere kommer der uenigheder og hendes bedste veninde (Angel, som også er mutant), går på de ondes side. En krig starter mellem de gode og onde mutanter, de ender dog med at Mystique går med Magneto.
X-men Days of future past: Året er nu 1973 og Mystique er nu på egen hånd. En dværg ved navn Trask har opfundet en robot, som kan finde og dræbe mutanter. Disse Robotter er lavet på Mystiques kræfter. Derfor bliver Wolverine sendt tilbage i tiden for at stoppe hende, før det er for sent

## Trivia
- Øjenfarve: Gul
- Hårfarve: Rød
- hudfarve: blå